# Janusz Margański
Janusz Margański (ur. 23 listopada 1956 w Tarnobrzegu) – literaturoznawca, tłumacz i scenarzysta filmowy.
Znawca twórczości Witolda Gombrowicza. Tłumacz książek takich autorów jak Jacques Derrida, Richard Rorty, Paul Ricoeur, Gilles Deleuze, Emmanuel Levinas, Georges Didi-Huberman, Zygmunt Bauman, Marcel Proust, Philip K. Dick. Laureat Nagrody "Literatury na Świecie" i Festiwalu Polskich Filmów Fabularnych w Gdyni. Członek Polskiej Akademii Filmowej. 

## Książki
- Gombrowicz. Wieczny debiutant (2001)
- Geografia pragnień. Opowieść o Gombrowiczu (2005)

## Filmografia
- Wymyk (2011) - scenariusz

## Nagrody i nominacje
- 1996 - Nagroda "Literatury na Świecie" za debiut transalatorski[4]
- 2011 - Nagroda za scenariusz filmu Wymyk na Festiwalu Polskich Filmów Fabularnych w Gdyni
- 2012 - nominacja do Polskiej Nagrody Filmowej, Orzeł za scenariusz filmu Wymyk